# Čemeřice nachová
Čemeřice nachová (Helleborus purpurascens) je druh rostliny z čeledi pryskyřníkovité (Ranunculaceae).

## Popis
Jedná se asi 15–30 cm vysokou vytrvalou bylinu se silným podzemním oddenkem. Na bázi jsou většinou dva přízemní listy, které jsou dlouze řapíkaté, s řapíky asi 20–30 cm dlouhými, listy jsou nepřezimující. Čepel je dlanitě členěná, úkrojky jsou kopinaté, členěné, na okraji hrubě pilovité, pouze na bázi celokrajné. Květy jsou velké, rostliny kvetou brzy na jaře, v březnu až v dubnu. Kališních lístků je 5, jsou pataloidní, tedy napodobují korunu a jsou někdy interpretovány jako okvětí. Jsou nápadně zbarvené, červenofialové. Korunní lístky jsou přeměněny na nektária, kterých je 15–20. Tyčinek je mnoho, 50 nebo i více. Plodem je měchýřek, měchýřky jsou asi 2–2,5 cm dlouhé, kýlnaté a jsou uspořádány do souplodí. Počet chromozómů je 2n=32.

## Rozšíření
Čemeřice nachová je původní ve východní Evropě, je udávána jako původní ze Slovenska, Ukrajiny, Maďarska, Rumunska a býv. Jugoslávie. V České republice je jen pěstovaná na zahrádkách jako okrasná jarní bylina. Ve volné přírodě ji můžeme potkat na východním Slovensku, udávána např. z Čergova, Ondavské vrchoviny, Bukovských vrchů nebo Vihorlatu.